# 小行星12071
小行星12071（12071 Davykim）是一颗绕太阳运转的小行星，为主小行星带小行星。该小行星于1998年3月发现。

## 轨道参数
小行星12071的轨道半长轴为2.2460437 UA，离心率为0.156。